# Grande Prêmio da Malásia de 2016
Grande Prêmio da Malásia de 2016 (formalmente denominado 2016 Formula 1 Petronas Malaysia Grand Prix) foi a decima sexta etapa da temporada de 2016 da Fórmula 1. Foi disputado no dia 2 de outubro de 2016 no Circuito Internacional de Sepang, Sepang, Malásia.
Jenson Button completará o seu Grande Prêmio de número 300 de sua carreira, sendo terceiro piloto com mais GPs apenas perdendo para Rubens Barrichello (326) e Michael Schumacher (308).

## Relatório

### Antecedentes
Calendário da F1 2017 e o GP do Brasil em Sujeito a Confirmação
A Federação Internacional de Automobilismo (FIA) divulgou nesta quarta-feira o calendário provisório da Temporada de Fórmula 1 de 2017. As datas foram apresentadas após reunião do Conselho Mundial de Esporte a Motor em Paris, França. Nesta versão inicial, o GP do Brasil, marcado para 12 de novembro, aparece com asteriscos (*) e o status de "sujeito a confirmação". Tendo também os GP do Canadá, marcado dia 11 de junho, e o GP da Alemanha, dia 30 de julho, que ainda não estão garantidos.
A organização do GP do Brasil foi surpreendida, nesta quarta-feira, com a divulgação do calendário provisório do Mundial de F1 para 2017, em que a etapa brasileira aparece com sua participação condicionada à confirmação. Há um contrato em vigência até 2020 e que será cumprido rigorosamente como sempre ocorreu nestes 45 anos - afirmava o comunicado.
Caso as três provas sejam confirmadas, o campeonato terá 21 etapas, mesmo número deste ano, igualando o recorde de temporada com maior quantidade de corridas. A abertura, como já é tradição, será com o GP da Austrália, em Melbourne. Dessa vez, porém, mais tardiamente do que o normal, no último domingo de março. A temporada está marcada para terminar dia 26 de novembro, em Abu Dhabi, como acontece desde 2014. O GP do Brasil, que foi palco do encerramento do campeonato durante vários anos, sediará a penúltima etapa novamente, caso seja confirmado.
A cidade de Baku, que estreou na F1 neste ano com o GP da Europa, segue no calendário, no dia 18 de junho. Assim como ocorreu neste ano, a corrida na capital do Azerbaijão coincidirá com as 24 Horas de Le Mans, impedindo que os pilotos da categoria participem da tradicional prova francesa válida pelo Mundial de Endurance. Há poucas mudanças nas ordens das etapas com relação a 2016 - apenas inversão de ordens entre China e Bahrein e também entre Malásia e Cingapura.
Fogo no Primeiro Treino Livre
No 1º Treino Livre, houve um incêndio no carro da Renault de Kevin Magnussen. O incidente ocorreu logo nos primeiros minutos de sessão. O dinamarquês retornava aos boxes após fazer uma volta de instalação quando seu carro começou a pegar fogo dentro do pitlane em razão de um vazamento de combustível. O jovem piloto precisou, literalmente, pular às pressas do cockpit. Os mecânicos tiveram muita dificuldade para controlar pôr fim as chamas. Por três vezes, o incêndio parecia controlado, mas era reiniciado quando o combustível, que não parava de jorrar, tocava na carenagem ainda quente. O pitlane ficou coberto de espuma dos extintores de incêndio. A Renault não conseguiu consertar o carro de Magnussen a tempo e o dinamarquês não voltou à pista.

### Treino Classificatório
Q1
O Q1 marcou a eliminação de Felipe Nasr. Ele chegou a figurar nos segundos finais na 16ª posição, que lhe daria a última vaga ao Q2, mas foi empurrado para a zona de corte, assim como seu companheiro Marcus Ericsson. O brasileiro terminou em 18º, logo atrás do sueco. Também caíram fora: Jolyon Palmer (Renault), Esteban Ocon (Manor), Pascal Wehrlein (Manor) e Fernando Alonso (McLaren). O espanhol, aliás, só entrou na pista por protocolo. Com uma punição de 45 posições por trocar diversas peças do motor, o bicampeão já estava garantido na última colocação no grid de largada. O mais veloz nesta primeira parte de sessão foi Hamilton, com 1m34s444, apenas 0s016 mais rápido que Rosberg. Raikkonen e Vettel vieram a seguir. Massa avançou em nono.
Q2
A decepção do Q2 ficou por conta de Bottas, eliminado em 11º. O companheiro de Massa errou a freada da última curva e perdeu décimos preciosos que lhe custaram uma vaga na superpole. O brasileiro, por sua vez, não bobeou e avançou em sétimo. Outros que deram adeus junto com o finlandês foram Romain Grosjean (Haas), Esteban Gutiérrez (Haas), Kevin Magnussen (Renault), Daniil Kvyat (STR) e Carlos Sainz (STR). Lá na frente, Hamilton continuou ditando o ritmo, liderando com 1m33s046. Rosberg veio em segundo, acompanhado das RBR de Verstappen e Ricciardo.
Q3
Pérez foi o primeiro a marcar tempo no Q3, 1m35s173, mas foi logo superado pela dupla da RBR, Verstappen (1m33s420) e Ricciardo (1m33s526) e da Ferrari, Raikkonen (1m33s632) e Vettel (1m33s916). Rosberg errou sua primeira volta rápida e apareceu apenas em quinto, enquanto Hamilton cravou 1m32s850 e pulou para a ponta. Massa apareceu em sétimo na metade inicial do Q3, com 1m34s675, à frente de Pérez, Hulk e de Button, que não havia completado volta ainda.

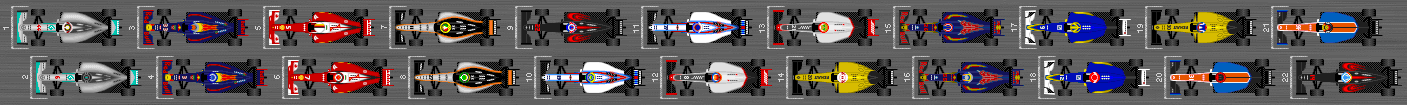
Grid de Largada

### Corrida

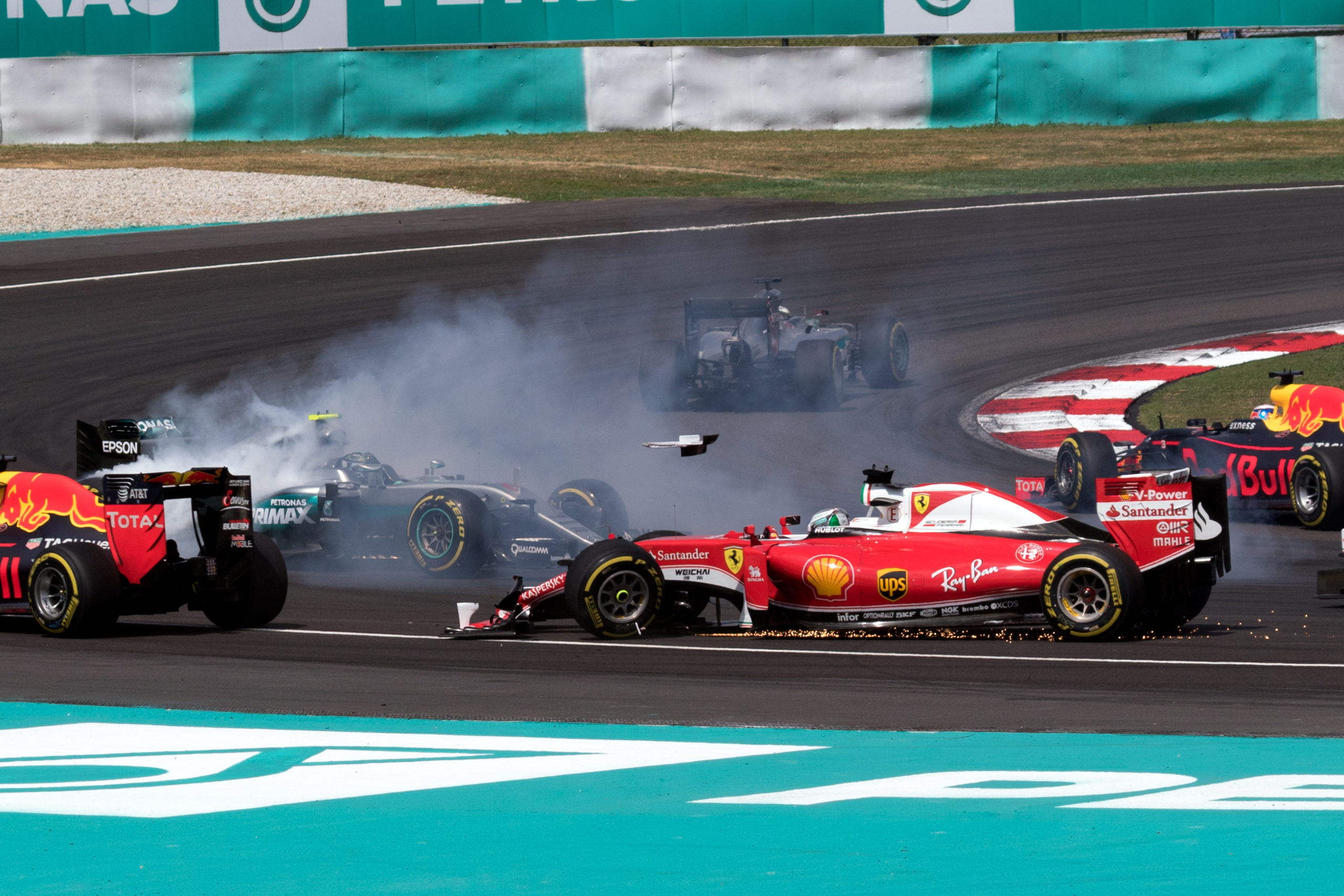
A batida de Nico Rosberg e Sebastian Vettel na largada.

Pole position, Lewis Hamilton manteve a ponta. Sebastian Vettel, que partia da 5ª posição, tentou um inusitado mergulho por dentro de Verstappen na primeira curva, freou tarde demais e acabou batendo em Nico Rosberg. O alemão da Mercedes rodou, ficou na contramão e caiu para as últimas posições. Já Vettel quebrou a suspensão dianteira e abandonou. Daniel Ricciardo assumiu o segundo lugar, seguido por Sergio Pérez, Kimi Raikkonen e Max Verstappen.
O safety car virtual foi acionado. Felipe Massa, que teve problemas na largada, aproveitou para visitar os boxes. Kvyat, Gutiérrez e Magnussen também. O brasileiro retornou em 18º, atrás de Nasr. O carro de segurança deixou a pista e a relargada foi dada. Hamilton manteve a ponta. Precisando fazer corrida de recuperação, Rosberg ganhou as posições dos quatro pilotos que foram aos boxes, passou mais cinco na pista e em poucas voltas já aparecia em 12º. Com um furo no pneu, Felipe Massa precisou voltar aos boxes para mais um pit stop. Que susto! Romain Grosjean teve problemas no freio no fim da reta oposta e acabou na brita. O franco-suíço da Haas estava na 10ª colocação. O safety car virtual foi acionado e todos os pilotos precisaram manter um limite de velocidade.
Rosberg, Verstappen, Pérez, Button, Hulk e Alonso foram alguns dos pilotos que aproveitaram o safety car virtual para fazerem seus primeiros pit stops. O alemão da Mercedes colocou pneus duros, enquanto holandês da RBR preferiu outro jogo de macios. Hamilton liderava a prova, seguido por Ricciardo e Raikkonen. Dos oito primeiros colocados, apenas Verstappen, em quarto, já havia parado nos boxes. O holandês estava a 17s do britânico da Mercedes. Nasr aparecia em 12º, e Massa em 19º. Fazendo ótima corrida de recuperação, Rosberg entrou na zona de pontuação rapidamente, aparecendo em nono já na 14ª volta. Disposto a recuperar o terreno perdido, Rosberg não perdeu tempo para ultrapassar Pérez e assumiu a oitava posição. Voando baixo, rapidamente chegou em Ericsson duas voltas depois, passou o piloto da Sauber e subiu para sétimo. No giro seguinte, foi a vez do alemão engolir Sainz e alcançar o sexto posto. Logo depois, a vítima foi Bottas. Com a impressionante escalada, Rosberg chegara no top 5 em 20 voltas.
Hamilton e Raikkonen, enfim foram para os boxes, colocaram pneus duros, e retornaram em terceiro e quarto, respectivamente, logo à frente de Rosberg. Ricciardo assumiu a liderança provisória, seguido de Verstappen, que já tinha um pit stop. Ricciardo fez sua primeira parada, optou por pneus duros e retornou em terceiro, entre Hamilton e Raikkonen. Verstappen assumiu a liderança da corrida, com 7s de vantagem sobre o inglês da Mercedes. Em segundo, Hamilton decidiu forçar o ritmo. Ele passou a ser o mais rápido da pista e começou a tirar a diferença para o líder Verstappen. Verstappen fez seu segundo pit stop, colocou pneus duros e retornou em terceiro, a 16s de Hamilton, que reassumiu a liderança, e a 10s de Ricciardo, segundo colocado. Após metade da prova completada, os cinco primeiros colocados se estabilizaram. Hamilton liderava, seguido por Ricciardo (+13s), Verstappen (+17s), Raikkonen (+22s) e Rosberg (+25s). Sem ter parado nos boxes ainda, Nasr era 14º. Com dois pit stops, Massa era o 16º. Rosberg fez seu segundo pit stop e colocou novo jogo de pneus duros. O alemão demorou a ser liberado, mas mesmo assim manteve a quinta colocação. Massa parou nos boxes pela terceira vez na prova e caiu para 17º. Nasr, enfim, fez a primeira parada e seguiu em 14º. Rosberg chegou de vez em Raikkonen, mergulhou por dentro na curva 2, chegou a tocar na Ferrari do finlandês e assumiu a quarta colocação. A direção de prova abriu investigação sobre a manobra.
Terceiro colocado, Verstappen colou em Ricciardo. Mas quem esperava que o australiano deixasse o caminho livre para o companheiro, que vinha em tática diferente, se enganou. O aussie fez jogo duro, e protagonizou com o companheiro um dos melhores momento da corrida para manter a segunda posição.

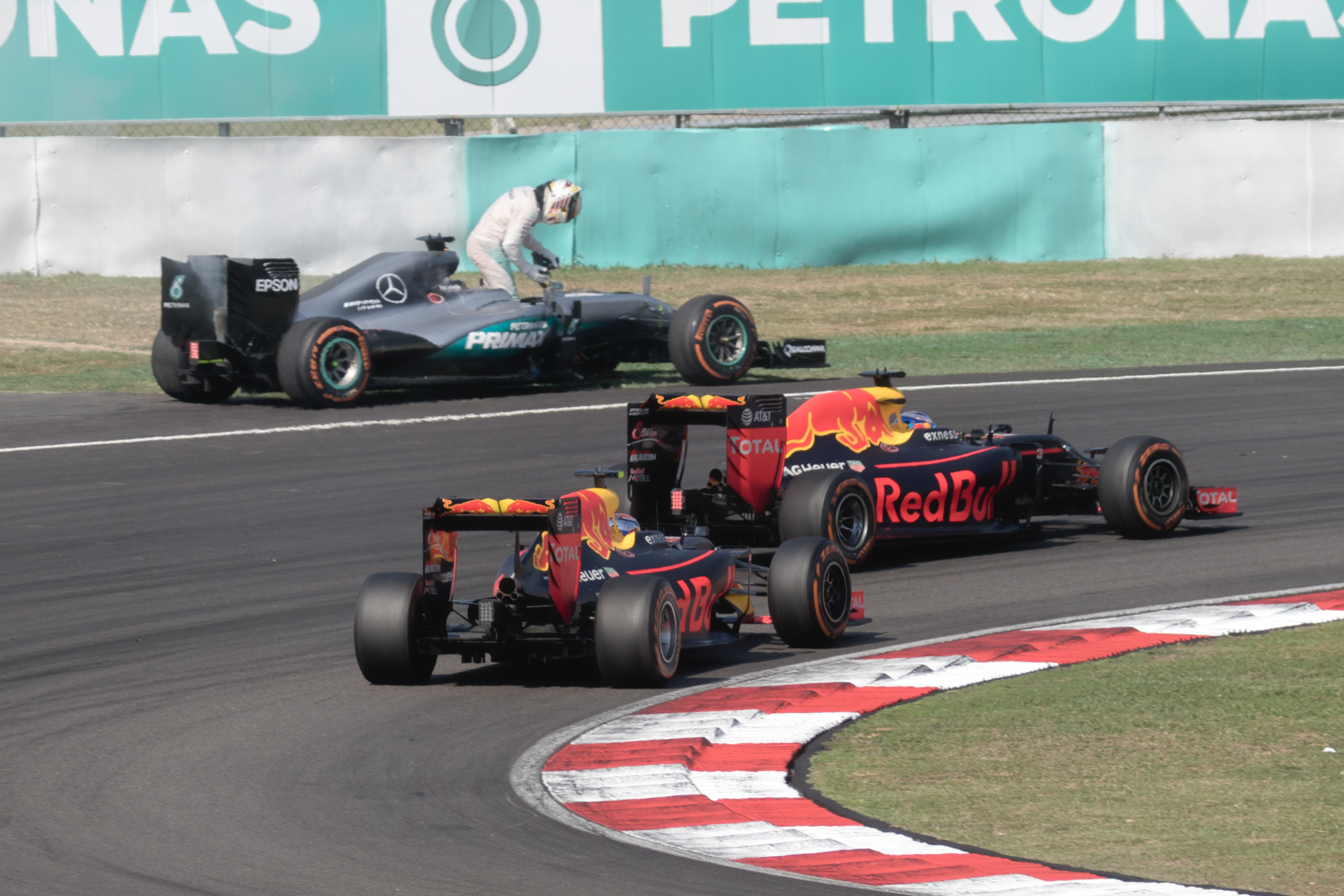
Lewis Hamilton abandona com problemas no motor e as duas RBR, assumem a liderança.

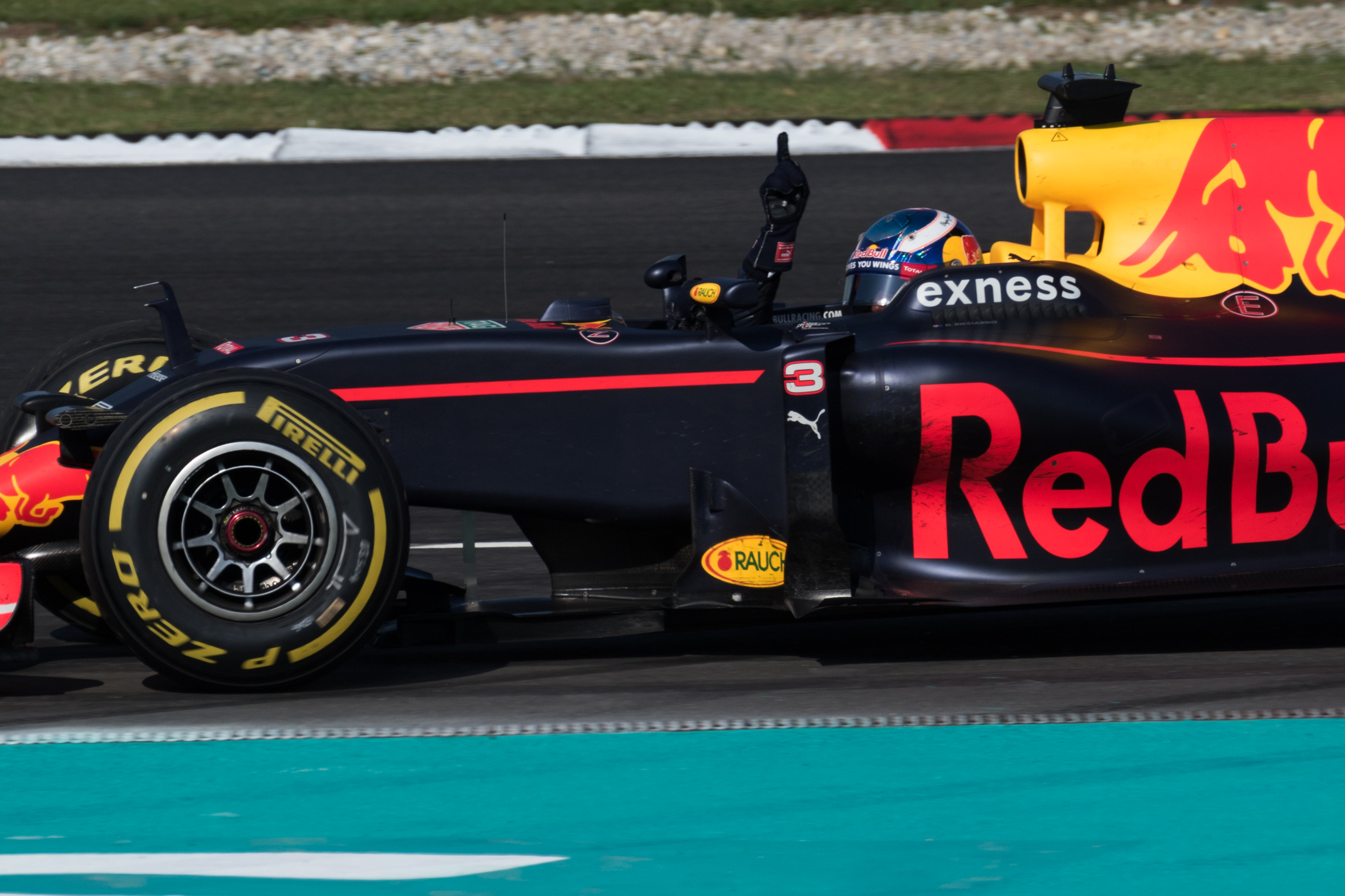
Daniel Ricciardo comemorando sua vitória no GP da Malásia.

Líder da prova, Hamilton forçava o ritmo com objetivo de abrir vantagem suficiente para parar nos boxes e se manter em primeiro, à frente da dupla da RBR. Mas o inglês foi surpreendido quando seu motor "abriu o bico" e começou a pegar fogo. Era fim de prova para o piloto da Mercedes. “Oh, Não Não!”, lamentou o britânico, que ficou desolado com a falta de sorte. Ricciardo assumiu a liderança, seguido por Verstappen e Rosberg.
O safety car virtual foi acionado. Ricciardo, Verstappen e Rosberg aproveitaram para fazer mais um pit stop. Enquanto isso, Gutiérrez abandonou quando a roda dianteira direita de sua Haas saiu repentinamente.
Rosberg foi punido com 10s pelo toque em Raikkonen durante a ultrapassagem. O tempo poderia ser cumprido em um eventual pit stop ou acrescido no tempo final de prova, caso não parasse mais nos boxes. Com 7s de vantagem para o finlandês, o alemão precisava abrir apenas mais um pouco para garantir o pódio. Como Verstappen precisou esperar Ricciardo para trocar pneus durante o safety car virtual, o australiano conseguiu construir uma vantagem de 2s sobre o companheiro de equipe e pôde ter mais tranquilidade na liderança. Além disso, ambos passaram a estar em igualdade de condições, com pneus macios novos. Felipe Nasr teve problemas no freio, recolheu para os boxes e abandonou. Daniel Ricciardo controlou a vantagem para Max Verstappen até a bandeirada e garantiu a vitória. Nico Rosberg conseguiu abrir mais de 10s de diferença para Raikkonen e assegurou o terceiro lugar no pódio. Bottas, Pérez, Alonso, Hulk, Button e Palmer completaram a zona de pontuação.

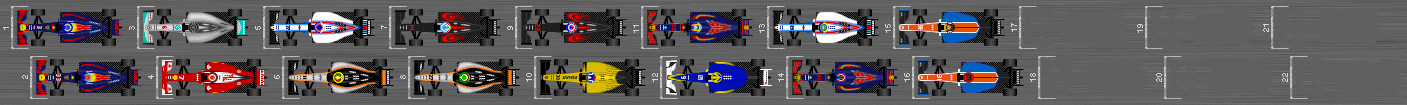
Resultado da Corrida

## Pneus
| Nome do composto | Cor | Banda de rolamento | Condições de condução | Dry Type* | Aderência       | Longevidade  |
| ---------------- | --- | ------------------ | --------------------- | --------- | --------------- | ------------ |
| Macio            |     | Slick (P Zero™)    | Seco                  | Soft      | Médio           | Médio        |
| Médio            |     | Slick (P Zero™)    | Seco                  | Medium    | Médio           | Médio        |
| Duro             |     | Slick (P Zero™)    | Seco                  | Hard      | Menos Aderência | Mais Durável |

## Resultados

### Treino Classificatório
| Pos.                     | Nº | Piloto            | Construtor           | Q1       | Q2       | Q3       | Grid |
| ------------------------ | -- | ----------------- | -------------------- | -------- | -------- | -------- | ---- |
| 1                        | 44 | Lewis Hamilton    | Mercedes             | 1:34.444 | 1:33.046 | 1:32.850 | 1    |
| 2                        | 6  | Nico Rosberg      | Mercedes             | 1:34.460 | 1:33.609 | 1:33.264 | 2    |
| 3                        | 33 | Max Verstappen    | Red Bull-TAG Heuer   | 1:35.443 | 1:33.775 | 1:33.420 | 3    |
| 4                        | 3  | Daniel Ricciardo  | Red Bull-TAG Heuer   | 1:35.079 | 1:33.888 | 1:33.467 | 4    |
| 5                        | 5  | Sebastian Vettel  | Ferrari              | 1:34.557 | 1:33.972 | 1:33.584 | 5    |
| 6                        | 7  | Kimi Raikkonen    | Ferrari              | 1:34.556 | 1:33.903 | 1:33.632 | 6    |
| 7                        | 11 | Sergio Pérez      | Force India-Mercedes | 1:35.068 | 1:34.538 | 1:34.319 | 7    |
| 8                        | 27 | Nico Hulkenberg   | Force India-Mercedes | 1:34.827 | 1:34.441 | 1:34.489 | 8    |
| 9                        | 22 | Jenson Button     | McLaren-Honda        | 1:35.267 | 1:34.431 | 1:34.518 | 9    |
| 10                       | 19 | Felipe Massa      | Williams-Mercedes    | 1:35.267 | 1:34.422 | 1:34.671 | 10   |
| 11                       | 77 | Valtteri Bottas   | Williams-Mercedes    | 1:35.166 | 1:34.577 | —        | 11   |
| 12                       | 8  | Romain Grosjean   | Haas-Ferrari         | 1:35.400 | 1:35.001 | —        | 12   |
| 13                       | 21 | Esteban Gutierrez | Haas-Ferrari         | 1:35.658 | 1:35.097 | —        | 13   |
| 14                       | 20 | Kevin Magnussen   | Renault              | 1:35.593 | 1:35.277 | —        | 14   |
| 15                       | 26 | Daniil Kvyat      | Toro Rosso-Ferrari   | 1:35.695 | 1:35.369 | —        | 15   |
| 16                       | 55 | Carlos Sainz Jr.  | Toro Rosso-Ferrari   | 1:35.605 | 1:35.374 | —        | 16   |
| 17                       | 9  | Marcus Ericsson   | Sauber-Ferrari       | 1:35.816 | —        | —        | 17   |
| 18                       | 12 | Felipe Nasr       | Sauber-Ferrari       | 1:35.949 | —        | —        | 18   |
| 19                       | 30 | Jolyon Palmer     | Renault              | 1:35.999 | —        | —        | 19   |
| 20                       | 31 | Esteban Ocon      | MRT-Mercedes         | 1:36.451 | —        | —        | 20   |
| 21                       | 94 | Pascal Wehrlein   | MRT-Mercedes         | 1:36.587 | —        | —        | 21   |
| 22                       | 14 | Fernando Alonso   | McLaren-Honda        | 1:37.155 | —        | —        | 22 1 |
| Tempo dos 107%: 1:41.055 |    |                   |                      |          |          |          |      |
| Fonte:                   |    |                   |                      |          |          |          |      |

Notas
↑1  - Fernando Alonso (McLaren) perdera 45 posições no grid por trocar de componentes do motor do carro.

### Corrida
| Pos.   | Nu. | Piloto            | Construtor           | Voltas | Tempo/Retirado | Grid | Pontos |
| ------ | --- | ----------------- | -------------------- | ------ | -------------- | ---- | ------ |
| 1      | 3   | Daniel Ricciardo  | Red Bull-TAG Heuer   | 56     | 1:37:12.776    | 4    | 25     |
| 2      | 33  | Max Verstappen    | Red Bull-TAG Heuer   | 56     | +2.443         | 3    | 18     |
| 3      | 6   | Nico Rosberg      | Mercedes             | 56     | +25.516 3      | 2    | 15     |
| 4      | 7   | Kimi Raikkonen    | Ferrari              | 56     | +28.785        | 6    | 12     |
| 5      | 77  | Valtteri Bottas   | Williams-Mercedes    | 56     | +1:01.582      | 11   | 10     |
| 6      | 11  | Sergio Pérez      | Force India-Mercedes | 56     | +1:03.794      | 7    | 8      |
| 7      | 14  | Fernando Alonso   | McLaren-Honda        | 56     | +1:05.205      | 22   | 6      |
| 8      | 27  | Nico Hulkenberg   | Force India-Mercedes | 56     | +1:14.062      | 8    | 4      |
| 9      | 22  | Jenson Button     | McLaren-Honda        | 56     | +1:21.816      | 9    | 2      |
| 10     | 30  | Jolyon Palmer     | Renault              | 56     | +1:35.466      | 19   | 1      |
| 11     | 55  | Carlos Sainz Jr.  | Toro Rosso-Ferrari   | 56     | +1:38.878      | 16   |        |
| 12     | 9   | Marcus Ericsson   | Sauber-Ferrari       | 55     | +1 Volta       | 17   |        |
| 13     | 19  | Felipe Massa      | Williams-Mercedes    | 55     | +1 Volta       | 10   |        |
| 14     | 26  | Daniil Kvyat      | Toro Rosso-Ferrari   | 55     | +1 Volta       | 15   |        |
| 15     | 94  | Pascal Wehrlein   | MRT-Mercedes         | 55     | +1 Volta       | 21   |        |
| 16     | 31  | Esteban Ocon      | MRT-Mercedes         | 55     | +1 Volta 2     | 20   |        |
| Ret    | 12  | Felipe Nasr       | Sauber-Ferrari       | 46     | Freios         | 18   |        |
| Ret    | 44  | Lewis Hamilton    | Mercedes             | 40     | Motor          | 1    |        |
| Ret    | 21  | Esteban Gutierrez | Haas-Ferrari         | 39     | Pneu           | 13   |        |
| Ret    | 20  | Kevin Magnussen   | Renault              | 17     | Hidráulico     | 14   |        |
| Ret    | 8   | Romain Grosjean   | Haas-Ferrari         | 7      | Freios         | 12   |        |
| Ret    | 5   | Sebastian Vettel  | Ferrari              | 0      | Colisão        | 5    |        |
| Fonte: |     |                   |                      |        |                |      |        |

Notas
↑2  - Esteban Ocon (MRT) recebeu duas penalidades de 5 segundos de tempo por excesso de velocidade no pit lane.
↑3  - Nico Rosberg (Mercedes) recebeu 10 segundos de penalidade de tempo por causar uma colisão com Kimi Raikkonen (Ferrari).

## Curiosidade
- Commons

- Jolyon Palmer conquista seus primeiros pontos da carreira na Fórmula 1.[13]

## Pós-Corrida
Permanência de Sergio Pérez na Force India
Sergio Pérez anunciou neste domingo, logo após ao GP da Malásia, que permanecerá na Force India em 2017. O dono do time indiano, Vijay Mallya, já havia revelado, no GP de Silverstone, em julho, que a dupla formada por Pérez e Nico Hulkenberg seguiria na escuderia, mas o mexicano não confirmava a informação, alegando que dependia dos patrocinadores para tomar a decisão. Apesar de ter sido especulado em diversas equipes, inclusive a Ferrari, em função das boas provas que fez em 2016, Sergio permanecerá onde está desde 2014, quando começou a era dos motores híbridos.
Nove Torcedores Australianos Presos
Nove torcedores australianos foram detidos logo após o GP da Malásia do último domingo por  “indecência pública” e “desrespeito à bandeira nacional”. Durante a cerimônia de pódio, os homens, que possuíam entre 25 e 29 anos, estavam celebrando a vitória do piloto de seu país, Daniel Ricciardo, usando sungas estampadas com a bandeira da Malásia. Segundo o diretor do distrito policial local, Abdul Aziz Ali, os torcedores ficarão presos por pelo menos quatro dias e as autoridades estudarão possíveis ações contra eles. O diretor executivo do Circuito Internacional de Sepang, Datuk Razlan Razali, classificou o episódio como falta de "respeito” e "sensibilidade cultural”.
Isso mostra uma imensa falta de respeito a nós, malasianos. É um comportamento estúpido de estrangeiros, que não possuem nenhum senso de respeito e sensibilidade cultural. Eles precisam ser presos e investigados e que sejam tomadas ações legais contra eles. Isto constrange o país deles também, mancha o nome dos australianos - reclamou o dirigente.
O comportamento dos torcedores gerou muitas críticas no país asiático, que tem o islamismo como religião oficial. Na internet, o público se dividiu. Muitos condenaram a atitude dos australianos, enquanto algumas pessoas levaram o episódio com bom humor.

## Tabela do campeonato após a corrida
Somente as cinco primeiras posições estão incluídas nas tabelas.
| Pos | Piloto           | Pontos | Var |
| --- | ---------------- | ------ | --- |
| 1   | Nico Rosberg     | 288    | 0   |
| 2   | Lewis Hamilton   | 265    | 0   |
| 3   | Daniel Ricciardo | 204    | 0   |
| 4   | Kimi Raikkonen   | 160    | 1   |
| 5   | Sebastian Vettel | 153    | 1   |

| Pos | Construtor           | Pontos | Var |
| --- | -------------------- | ------ | --- |
| 1   | Mercedes             | 553    | 0   |
| 2   | Red Bull-TAG Heuer   | 359    | 0   |
| 3   | Ferrari              | 313    | 0   |
| 4   | Force India-Mercedes | 124    | 0   |
| 5   | Williams-Mercedes    | 121    | 0   |